# Maciej Świrski
Maciej Sergiusz Świrski (ur. 29 lipca 1962 w Warszawie) – polski przedsiębiorca, publicysta i działacz społeczny, w latach 2022-2025 przewodniczący Krajowej Rady Radiofonii i Telewizji.

## Życiorys
Syn Tadeusza i Zofii, stryjeczny wnuk biskupa Ignacego Świrskiego. Absolwent Wydziału Historycznego Uniwersytetu Warszawskiego, kształcił się także na Uniwersytecie Wisconsin w Milwaukee oraz na studiach typu MBA w Wyższej Szkole Przedsiębiorczości i Zarządzania im. L. Koźmińskiego w Warszawie. Na przełomie lat 80. i 90 zaczął prowadzić własną działalność gospodarczą. Od 1996 działał w branży teleinformatycznej i marketingowej, był specjalistą sprzedaży i właścicielem przedsiębiorstwa. W latach 2006–2009 członek zarządu Polskiej Agencji Prasowej odpowiedzialny za piony finansowy, techniczny i internetowy. Od 2013 do 2015 ekspert i rzecznik prasowy kandydata na premiera Piotra Glińskiego, później doradzał mu jako ministrowi kultury. Powołany na członka Rady Dyplomacji Historycznej przy Ministrze Spraw Zagranicznych. W latach 2017–2018 zajmował stanowisko wiceprezesa Polskiej Fundacji Narodowej. Został także członkiem, a we wrześniu 2020 przewodniczącym rady nadzorczej Polskiej Agencji Prasowej.
Zajął się także działalnością publicystyczną i społeczną. Został członkiem Stowarzyszenia Dziennikarzy Polskich oraz sekretarzem stowarzyszenia „Program dla Polski”. Współpracował i wszedł w skład rady fundacji Klubu Ronina. Prowadził własny blog i kanał w serwisie YouTube. Opublikował jedną książkę oraz kilkaset tekstów ukazujących się w prasie i internecie, dotyczących głównie tematyki tożsamościowej, politycznej, historycznej i medialnej. Utworzył domeny internetowe pokrzywdzeni.pl (umożliwiającą publikację dokumentów osób, którym IPN przyznał status pokrzywdzonych) oraz dogadajciesie.pl (apelującą o powstanie koalicji PiS-PO). Angażował się także w działalność licznych organizacji społecznych, m.in. Obywatelskiego Ruchu Kontroli Wyborów i Internet Society Poland. W roku 2012 założył Redutę Dobrego Imienia, która za statutowy cel stawia sobie ochronę Polski na drodze prawnej i informacyjnej. W ramach tej działalności m.in. wytaczał procesy autorom publikacji używającym określenia „polskie obozy zagłady”.
15 września 2022 został wybrany z rekomendacji Prawa i Sprawiedliwości przez Sejm w skład Krajowej Rady Radiofonii i Telewizji na sześcioletnią kadencję. 10 października tegoż roku został jej przewodniczącym. 25 lipca 2025 Sejm opowiedział się za pociągnięciem Świrskiego do odpowiedzialności konstytucyjnej przed Trybunałem Stanu, co wiązało się z zawieszeniem go w obowiązkach przewodniczącego KRRiT. 28 lipca 2025 członkowie Rady odwołali go z funkcji przewodniczącego. Zastąpiła go Agnieszka Glapiak.

## Wyróżnienia
Za swoją działalność został wyróżniony m.in. Nagrodą „Strażnik Pamięci” tygodnika „Do Rzeczy” dla Reduty Dobrego Imienia (2015), „Zwiastunem Dobrej Nowiny” przyznanym przez Akcję Katolicką za film „Z Wilna do nieba” poświęcony Ignacemu Świrskiemu (2017).

## Kontrowersje
Od czasu objęcia funkcji przewodniczącego KRRiT wielokrotnie krytykowany za jednoosobowe i bez konsultacji podejmowanie decyzji o nakładaniu kar finansowych na nadawców komercyjnych oraz przejawy cenzury.
W 2023 roku został prawomocnie uznany przez Naczelny Sąd Administracyjny za winnego rażącego naruszenia prawa oraz bezczynności w sprawie rozpatrywania wniosku telewizji TVN 7 o przyznanie ponownej koncesji na nadawanie.
W styczniu 2024 bezterminowo wstrzymał wypłatę należnych Telewizji Polskiej, Polskiemu Radiu oraz rozgłośniom regionalnym Polskiego Radia środków finansowych z wpływów z abonamentu radiowo-telewizyjnego, podając jako przyczynę jej „nieistnienie” oraz deklarując ich wypłatę – pomimo prawnego domniemania legalności likwidatorów – w momencie „likwidacji potwierdzonej prawomocnym orzeczeniem sądu rejestrowego”. W celu zabezpieczenia środków finansowych zawnioskował o ich złożenie do depozytu sądowego, jednak wniosek został odrzucony z powodu uznania go za podmiot niezdolny do udziału w postępowaniu cywilnym. W związku z tą sprawą 15 kwietnia 2024 Prokuratura Rejonowa Warszawa-Mokotów wszczęła śledztwo ws. niedopełnienia obowiązków i przekroczenia uprawnień przez Świrskiego. 9 kwietnia 2025 Wojewódzki Sąd Administracyjny w Warszawie stwierdził bezczynność KRRiT i rażące naruszenie prawa w tej sprawie i nałożył na Macieja Świrskiego kary w łącznej wysokości 80 tysięcy złotych.
We wrześniu 2024 roku został uznany przez wojewódzki sąd administracyjny za winnego bezczynności w sprawie rozpatrywania wniosku telewizji TVN Style o przyznanie koncesji satelitarnej na nadawanie i ukarał go grzywną w wysokości 60 tysięcy złotych.
1 października 2024 sejmowa Komisja Odpowiedzialności Konstytucyjnej rozpoczęła realizację wniosku 185 posłanek i posłów o postawienie Świrskiego przed Trybunałem Stanu.
20 marca 2025 Sąd Apelacyjny w Warszawie prawomocnym wyrokiem stwierdził, że kara w wysokości prawie pół miliona złotych – nalożona przez Macieja Świrskiego na Radio Zet dnia 11 sierpnia 2023 – miała na celu zastraszenie mediów oraz ograniczenie wolności słowa i zostaje ostatecznie uchylona.